# Methanobacteria
Methanobacteria es un grupo de arqueas metanógenas con forma de bacilo. Suelen ser mesófilas que habitan en el sistema digestivo animal o termófilos e hipertermófilos de fuentes termales.

## Aplicaciones
Las methanobacterias se pueden utilizar en la conversión de biomasa, así como en la producción de energía a través del proceso de digestión anaeróbica (DA). La comunidad microbiana se utiliza en la digestión anaeróbica (DA) para convertir los desechos orgánicos en energía limpia al reducir la demanda química y biológica de oxígeno en los desechos. La digestión anaeróbica de estado sólido, que contiene seis géneros de metanógenos, incluidas las metanobacterias, puede fermentar la paja de arroz y luego producir metano. Dado que el tratamiento convencional consiste en quemar paja de arroz en el campo, la aplicación de Methanobacteria al proceso de eliminación de desechos puede reducir la contaminación del aire causada por la quema de paja y también aliviar el problema de escasez de energía, especialmente en áreas rurales. Durante el proceso de biometanización, el material orgánico insoluble y los compuestos de mayor masa molecular se transformarán primero en compuestos de carbono simples. Estos productos de degradación luego se fermentarán a ácido acético, hidrógeno y dióxido de carbono. Eventualmente, los ácidos acéticos pueden ser fermentados por diferentes bacterias metanogénicas para producir metano. 
El producto de las metanobacterias en el cuerpo humano se puede utilizar para probar enfermedades. El metano en la respiración es producido por metanobacterias anaeróbicas en el colon humano como producto final metabólico. El estado del producto Methanobacteria detectado en las pruebas de aliento se puede utilizar para evaluar los trastornos gastrointestinales particulares de los pacientes. Está demostrado que la proporción de excretores de metano en el aliento entre los pacientes con cáncer colorrectal es mucho mayor que la de las personas normales. Sin embargo, el estado de la respiración con metano podría verse influenciado por factores variables que existen en los procedimientos de diagnóstico, lo que limita el uso de la prueba de metano en el aliento en el diagnóstico de cáncer.

### Revistas científicas
- Brusa, T.; Conca, R.; Ferrara, A.; Ferrari, A.; Pecchioni, A. (14 de diciembre de 2005). «The presence of methanobacteria in human subgingivai piaque». Journal of Clinical Periodontology 14 (8): 470-471.

- Cavalier-Smith, T (2002). «The neomuran origin of archaebacteria, the negibacterial root of the universal tree and bacterial megaclassification». Int. J. Syst. Evol. Microbiol. 52 (Pt 1): 7-76. PMID 11837318. doi:10.1099/00207713-52-1-7.
- Woese, CR; Kandler O; Wheelis ML (1990). «Towards a natural system of organisms: proposal for the domains Archaea, Bacteria, and Eucarya». Proc. Natl. Acad. Sci. USA 87 (12): 4576-4579. Bibcode:1990PNAS...87.4576W. PMC 54159. PMID 2112744. doi:10.1073/pnas.87.12.4576.

### Libros científicos
- Boone, DR (2001). «Class I. Methanobacteria class. nov.».  En DR Boone; RW Castenholz, eds. Bergey's Manual of Systematic Bacteriology Volume 1: The Archaea and the deeply branching and phototrophic Bacteria (2nd edición). New York: Springer Verlag. pp. 169. ISBN 978-0-387-98771-2.
- Garrity GM; Holt JG (2001). «Phylum AII. Euryarchaeota phy. nov.».  En DR Boone; RW Castenholz, eds. Bergey's Manual of Systematic Bacteriology Volume 1: The Archaea and the deeply branching and phototrophic Bacteria (2nd edición). New York: Springer Verlag. pp. 169. ISBN 978-0-387-98771-2.
- Murray, RGE (1983). «The higher taxa, or, a place for everything...».  En NR Krieg; JG Holt, eds. Bergey's Manual of Systematic Bacteriology, Volume 1 (1st edición). Baltimore: The Williams & Wilkins Co. p. 169.rt4

### Bases de datos científicos
- PubMed
- PubMed Central
- Google Scholar